# Élections législatives de 1968 en Guadeloupe
Les élections législatives françaises de 1968 se déroulent les 23 et 30 juin. Dans le département de la Guadeloupe, trois députés sont à élire dans le cadre de trois circonscriptions.

## Élus
| Circonscription | Député sortant   | Parti | Parti                     | Député élu ou réélu | Parti | Parti                     |
| --------------- | ---------------- | ----- | ------------------------- | ------------------- | ----- | ------------------------- |
| 1re             | Paul Valentino   |       | Divers gauche             | Léopold Hélène      |       | Divers droite (Gaulliste) |
| 2e              | Paul Lacavé      |       | PCG                       | Paul Lacavé         |       | PCG                       |
| 3e              | Albertine Baclet |       | Divers droite (Gaulliste) | Gaston Feuillard    |       | RI                        |

## Résultats

### Résultats à l'échelle du département
| Parti          | Parti                             | Premier tour | Premier tour | Second tour | Second tour | Sièges |
| Parti          | Parti                             | Voix         | %            | Voix        | %           | Sièges |
| -------------- | --------------------------------- | ------------ | ------------ | ----------- | ----------- | ------ |
|                | Divers droite (gaulliste)         | 12 205       | 22,41        | 14 497      | 20,55       | 1      |
|                | Républicains indépendants         | 5 517        | 10,13        | 13 438      | 19,04       | 1      |
|                | Union des républicains de progrès | 17 722       | 32,54        | 27 935      | 39,60       | 2      |
|                |                                   |              |              |             |             |        |
|                | Parti communiste guadeloupéen     | 21 100       | 38,74        | 32 471      | 46,03       | 1      |
|                | Divers gauche                     | 11 027       | 20,25        | 10 132      | 14,36       | 0      |
|                | Divers                            | 4 613        | 8,47         |             |             | 0      |
|                |                                   |              |              |             |             |        |
| Inscrits       | Inscrits                          | 134 086      | 100,00       | 134 000     | 100,00      | 3      |
| Abstentions    | Abstentions                       | 77 602       | 57,87        | 61 872      | 46,17       |        |
| Votants        | Votants                           | 56 484       | 42,13        | 72 128      | 53,83       |        |
| Blancs et nuls | Blancs et nuls                    | 2 022        | 3,58         | 1 590       | 2,2         |        |
| Exprimés       | Exprimés                          | 54 462       | 96,42        | 70 538      | 97,8        |        |

### Résultats par circonscription

#### Première circonscription (Pointe-à-Pitre)
| Candidat | Candidat           | Parti                     | Premier tour | Premier tour | Second tour | Second tour |  |
| Candidat | Candidat           | Parti                     | Voix         | %            | Voix        | %           |  |
| --- | ------------------ | ------------------------- | ------------ | ------------ | ----------- | ----------- |  |
| | Léopold Hélène élu | Divers droite (Gaulliste) | 8 245        | 46,36        | 14 497      | 57,33       |  |
| | Hégésippe Ibéné    | PCG                       | 7 516        | 42,27        | 10 788      | 42,67       |  |
| | Raymond Viviès     | Divers                    | 1 643        | 9,24         |             |             |  |
| | Raoul Nicolo       | Divers                    | 379          | 2,13         |             |             |  |
| |                    |                           |              |              |             |             |  |
| Inscrits | Inscrits           | Inscrits                  | 46 579       | 100,00       | 46 477      | 100,00      |  |
| Abstentions | Abstentions        | Abstentions               | 27 921       | 59,94        | 20 675      | 44,48       |  |
| Votants | Votants            | Votants                   | 18 658       | 40,06        | 25 802      | 55,52       |  |
| Blancs et nuls | Blancs et nuls     | Blancs et nuls            | 875          | 4,69         | 517         | 2           |  |
| Exprimés | Exprimés           | Exprimés                  | 17 783       | 95,31        | 25 285      | 98          |  |
| Source : France, Ministère de l'intérieur. Les Elections législatives . Métropole., la Documentation française, 1974 (lire en ligne) |                    |                           |              |              |             |             |  |

#### Deuxième circonscription (Les Abymes)
| Candidat | Candidat                  | Parti          | Premier tour | Premier tour | Second tour | Second tour |  |
| Candidat | Candidat                  | Parti          | Voix         | %            | Voix        | %           |  |
| --- | ------------------------- | -------------- | ------------ | ------------ | ----------- | ----------- |  |
| | Paul Lacavé sortant réélu | PCG            | 7 350        | 40,00        | 12 049      | 54,32       |  |
| | Gabriel Lisette           | Divers gauche  | 6 342        | 34,51        | 10 132      | 45,68       |  |
| | Frédéric Jalton           | Divers gauche  | 4 685        | 26,47        | Retrait     | Retrait     |  |
| |                           |                |              |              |             |             |  |
| Inscrits | Inscrits                  | Inscrits       | 41 861       | 100,00       | 41 875      | 100,00      |  |
| Abstentions | Abstentions               | Abstentions    | 22 966       | 54,86        | 19 165      | 45,77       |  |
| Votants | Votants                   | Votants        | 18 895       | 45,14        | 22 710      | 54,23       |  |
| Blancs et nuls | Blancs et nuls            | Blancs et nuls | 518          | 2,74         | 529         | 2,33        |  |
| Exprimés | Exprimés                  | Exprimés       | 18 377       | 97,26        | 22 181      | 97,67       |  |
| Source : France, Ministère de l'intérieur. Les Elections législatives . Métropole., la Documentation française, 1974 (lire en ligne) |                           |                |              |              |             |             |  |

#### Troisième circonscription (Basse-Terre - Marie-Galante)
| Candidat | Candidat                 | Parti          | Premier tour | Premier tour | Second tour | Second tour |  |
| Candidat | Candidat                 | Parti          | Voix         | %            | Voix        | %           |  |
| --- | ------------------------ | -------------- | ------------ | ------------ | ----------- | ----------- |  |
| | Gerty Archimède          | PCG            | 6 234        | 34,06        | 9 634       | 41,76       |  |
| | Gaston Feuillard élu     | RI (URP)       | 5 517        | 30,14        | 13 438      | 58,24       |  |
| | Albertine Baclet sortant | Divers droite  | 3 960        | 21,64        |             |             |  |
| | Mme Michaux              | Divers         | 1 356        | 7,41         |             |             |  |
| | Rémy de Haenen           | Divers         | 978          | 5,34         |             |             |  |
| | Octave Chanlot           | Divers         | 257          | 1,40         |             |             |  |
| |                          |                |              |              |             |             |  |
| Inscrits | Inscrits                 | Inscrits       | 45 646       | 100,00       | 45 648      | 100,00      |  |
| Abstentions | Abstentions              | Abstentions    | 26 715       | 58,53        | 22 032      | 48,26       |  |
| Votants | Votants                  | Votants        | 18 931       | 41,47        | 23 616      | 51,74       |  |
| Blancs et nuls | Blancs et nuls           | Blancs et nuls | 629          | 3,32         | 544         | 2,3         |  |
| Exprimés | Exprimés                 | Exprimés       | 18 302       | 96,68        | 23 072      | 97,7        |  |
| Source : France, Ministère de l'intérieur. Les Elections législatives . Métropole., la Documentation française, 1967 (lire en ligne) |                          |                |              |              |             |             |  |